# Ortaköy (Beşiktaş)
Pour les articles homonymes, voir Ortaköy.
Ortaköy (littéralement village du milieu en français), autrefois connu sous le nom grec d'Agios Fokas (Άγιος Φωκάς), est un quartier (et ancien village) du district de Beşiktaş, à Istanbul en Turquie. Il est situé au milieu de la rive européenne du Bosphore.
On y trouve la mosquée d'Ortaköy.

## Histoire
Dès l'époque de Soliman Ier (XVIe siècle), la population d'origine grecque, arménienne et juive (dès le XVIIe siècle) était majoritaire, et ce jusqu'au milieu du XXe siècle. Elle a progressivement diminué démographiquement, principalement après le Pogrom d'Istanbul (en grec moderne : Σεπτεμβριανά, « événements de septembre »), soit les attaques contre les minorités ethniques locales, visant principalement les communautés grecque et arménienne, qui ont eu lieu dans la capitale turque dans la nuit du 6 -7 septembre 1955.

## Personnalités liées
- Alice Sapritch (1916-1990), actrice née à Ortaköy.